# William Jowitt (comte Jowitt)
William Allen Jowitt, 1er comte Jowitt, né le 15 avril 1885 à Stevenage dans le Hertfordshire et mort le 16 août 1957, est un avocat et homme politique britannique.

## Biographie
Il est le dixième et dernier enfant, et le seul fils, du révérend William Jowitt, recteur de Stevenage. Envoyé en école préparatoire dans le Middlesex à l'âge de 9 ans, il s'y lie d'amitié avec un autre élève, Clement Attlee. Il poursuit sa scolarité au Marlborough College puis étudie le droit au New College de l'université d'Oxford et au Middle Temple. Il est appelé au barreau en 1909 et pratique le métier de barrister (avocat). En 1922 il est fait « conseiller du roi » (King's Counsel), titre honorifique accordé aux avocats éminents.
Dans le même temps, convaincu par son épouse Lesley (née McIntyre), il se lance en politique et aux élections législatives de 1922 il est élu député de Hartlepool à la Chambre des communes, sous l'étiquette du Parti libéral. Il appartient à l'aile radicale, de gauche, du parti. Il perd son siège aux élections anticipées de 1924, mais retrouve un siège comme député de Preston à celles de 1929. Ces élections produisent un gouvernement minoritaire formé par le Parti travailliste, parti ouvrier qui manque de juristes dans ses rangs. Le Premier ministre Ramsay MacDonald propose à William Jowitt, membre de l'aile gauche du Parti libéral, le poste de procureur général dans son gouvernement. William Jowitt accepte et quitte le Parti libéral pour rejoindre le Parti travailliste. Par principe, il démissionne de son siège de parlementaire afin d'obtenir de la part des citoyens de Preston un mandat pour siéger sous sa nouvelle étiquette politique, à travers une élection partielle. Il l'obtient, et entre au gouvernement,,.
Fait chevalier comme le veut la coutume pour un procureur général, il a notamment pour tâche de formuler les textes de projets de loi du gouvernement. En 1931, le gouvernement est profondément divisé sur la réponse à apporter à la Grande Dépression. Sur proposition du roi George V, Ramsay MacDonald forme un « gouvernement national » avec le Parti conservateur et le Parti libéral. La plupart des ministres travaillistes, hostiles à cette décision, démissionnent, mais Sir William Jowitt demeure à son poste. En conséquence, il est expulsé du Parti travailliste, tout comme Ramsay MacDonald lui-même et les ministres qui lui sont fidèles. Il rejoint donc le « Parti travailliste national » du Premier ministre. Le Parti conservateur présente un candidat contre lui aux élections anticipées de 1931 et il perd à nouveau son siège, et donc également son ministère.
Ré-admis au Parti travailliste en 1936, il critique la politique d'apaisement menée par le gouvernement national auprès des puissances fascistes en Europe continentale, et il appelle le gouvernement à réarmer le pays face à la menace que posent ces puissances. En octobre 1939 il remporte une élection partielle dans la circonscription d'Ashton-under-Lyne et entre à nouveau à la Chambre des communes. En mai 1940 le Premier ministre Winston Churchill le nomme solliciteur général dans le gouvernement d'union nationale qu'il a constitué pour la guerre. En octobre 1944 il est fait ministre de la Sécurité sociale, à la tête d'un ministère nouvellement établi pour préparer l'après-guerre.
Il conserve son siège aux élections de 1945 qui voient la victoire des travaillistes et permettent à Clement Attlee de former le premier gouvernement majoritaire travailliste de l'histoire du pays. Le nouveau Premier ministre, qui manque de juristes représentant le parti à la Chambre des lords, nomme William Jowitt Lord grand chancelier, c'est-à-dire ministre de la Justice mais aussi, ex officio, président de la Chambre des lords. William Jowitt doit donc quitter la Chambre des communes et être anobli pour siéger à la Chambre des lords ; il est fait baron Jowitt, de la pairie du Royaume-Uni. En 1951, sur proposition du Premier ministre démissionnaire, le roi George VI le fait comte. Il meurt en août 1957, à l'âge de 72 ans, et son dictionnaire du droit anglais (Jowitt's Dictionary of English Law) est publié à titre posthume. Il laisse une fille mais aucun héritier de sexe masculin, et son titre de comte s'éteint avec lui,.